# NoaNoa
NoaNoa est une œuvre pour flûte et électronique de la compositrice finlandaise Kaija Saariaho, composée en 1992. Elle est créée le 23 juillet 1992 par Camilla Hoitenga à Darmstadt.

## Contexte historique
NoaNoa est un approfondissement de la partie de flûte du ballet Maa composé en 1991. NoaNoa, qui veut dire odeur en tahitien, est inspiré d'une gravure de Paul Gauguin, ainsi que de son journal écrit à Tahiti.
La durée d'exécution est d'environ 9 minutes.

## Analyse
La flûte est, avec le violoncelle, l'instrument qu'utilise le plus Kaija Saariaho, notamment pendant les années 1990. C'est par un travail régulier avec Camilla Hoitenga qu'elle développe une écriture à la fois idiomatique à l'instrument tout en lui restant propre. C'est par la flûte qu'elle va mettre en place l'idée d'axe timbral comme base de son langage.
La flûte permet à Saariaho de mettre en place le système de l’« axe timbral »1, à la base de son langage. Il s’agit de travailler sur des sonorités toujours changeantes, se situant du côté du son « bruité » (par exemple souffles de la flûte, ou bruit blanc), ou du son « clair » (par exemple, harmoniques de violon, résonances de glockenspiel…).
La flûte illustre ainsi parfaitement ce procédé, avec l’idée d’un son instrumental dans un état instable, en perpétuel mouvement ; par ses modes de jeu ductiles entre notes pures et souffles.
L'œuvre utilise de nombreuses techniques de jeu étendues, développées en collaboration avec la flûtiste  américaine Camilla Hoitenga, en particulier des multiphoniques, mais surtout un travail sur le souffle, avec des mélanges et des transitions entre son, souffle, et texte parlé. Ces effets sont parfois traités par l'électronique, réalisé sous la direction de Jean-Baptiste Barrière,.

## Discographie
Le premier enregistrement de l'œuvre est réalisé par la flûtiste Camilla Hoitenga en 1997, la partie électronique étant réalisée à l'IRCAM.